# Helmut Seitz (Journalist)

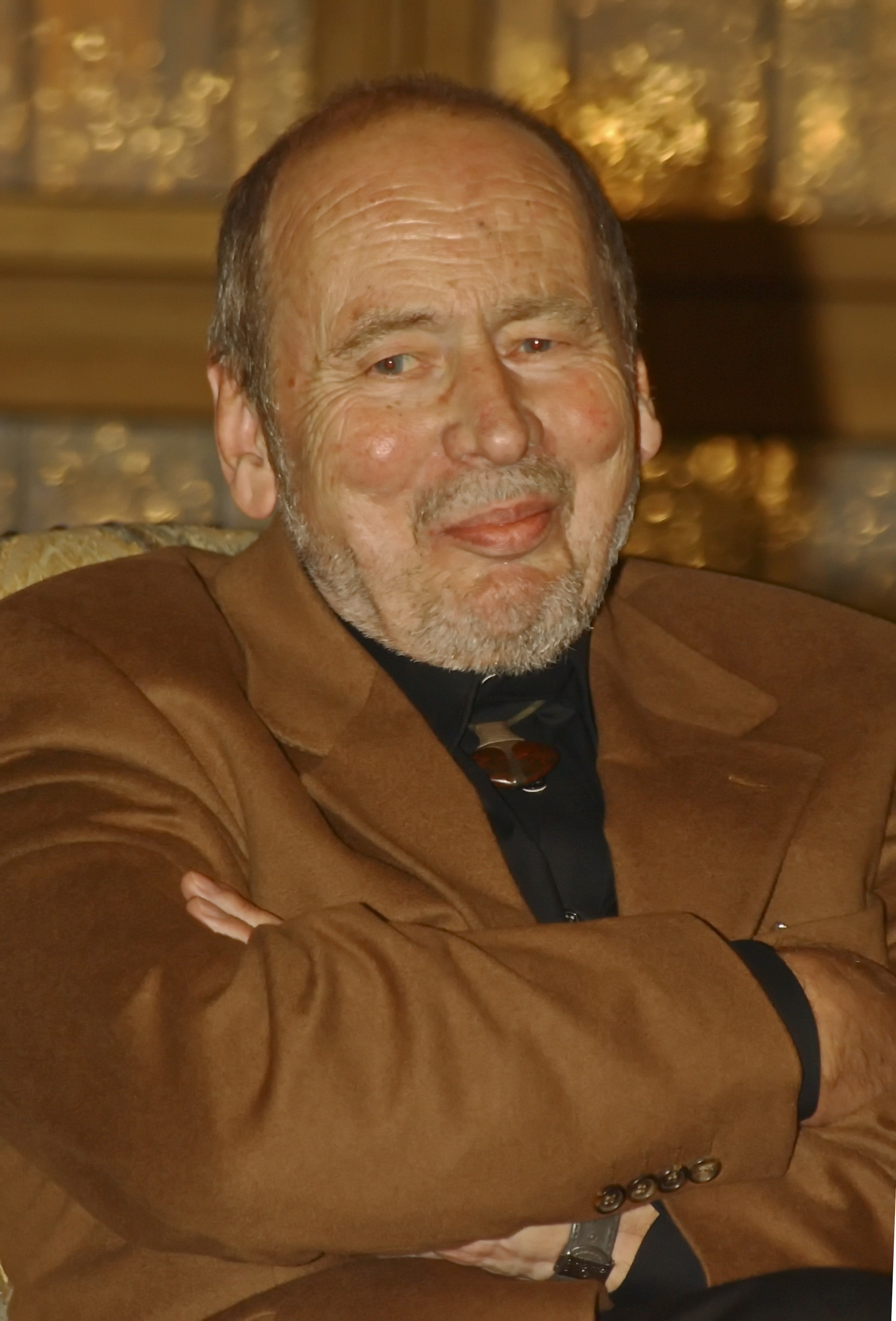
Helmut Seitz, 2003

Helmut Seitz (* 19. Juni 1931 in Konstanz; † 30. Dezember 2021 in München) war ein deutscher Journalist und Schriftsteller.

## Leben und Wirken
Seitz war bereits als Gymnasiast ständiger Mitarbeiter einer Tageszeitung. Nach dem Abitur absolvierte er ein Volontariat bei der Süddeutschen Zeitung; parallel studierte er Wirtschaftswissenschaften an der Ludwig-Maximilians-Universität München. Ab 1960 lebte er als freier Journalist und Schriftsteller in Deisenhofen bei München. Er arbeitete unter anderem regelmäßig für die Süddeutsche Zeitung und den Bayerischen Rundfunk. 1978 erhielt er einen Ernst-Schneider-Preis in der Kategorie Hörfunk. Außerdem veröffentlichte er fast 40 Bände mit Gedichten und Glossen. Er war Mitglied der süddeutschen Schriftstellervereinigung Münchner Turmschreiber.

## Werke (Auswahl)
- Wo Bayerns Römer wohnen, Turmschreiber Verlag, Pfaffenhofen, 1993, ISBN 978-3-930156-05-4
- Spitz & witzig, Turmschreiber Verlag, Pfaffenhofen, 1995, ISBN 978-3-930156-35-1
- Das ist der Gipfel, Turmschreiber Verlag, Pfaffenhofen, 1999, ISBN 978-3-930156-57-3
- Lauter Gereimnisse, Turmschreiber Verlag, Pfaffenhofen, 2000, ISBN 978-3-930156-62-7
- Nur Gescheite können blödeln, Turmschreiber Verlag, Pfaffenhofen, 2002, ISBN 978-3-930156-72-6
- Bayerisches Brezen-Brevier, Turmschreiber Verlag, Husum, 2012, ISBN 978-3-89876-600-5

## Auszeichnungen
- 1978: Ernst-Schneider-Preis
- 1992: Ernst-Hoferichter-Preis
- 1993: Herwig-Weber-Preis
- 2004: Bayerischer Poetentaler